# 台貫

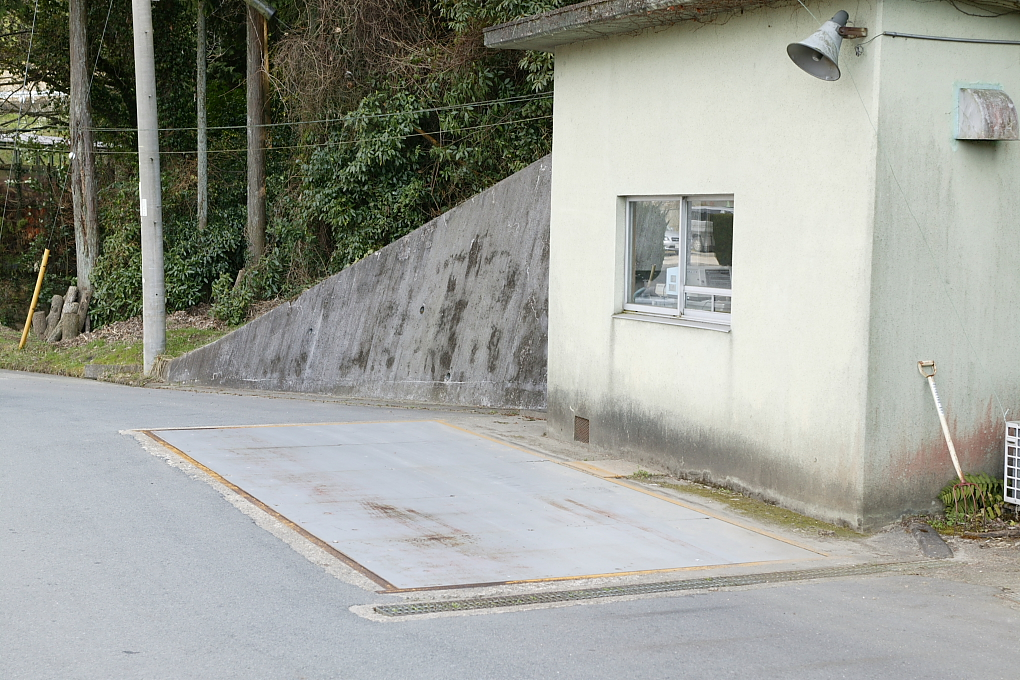
台貫

台貫（だいかん）は、車両やその積載物の質量を測定する大型の秤。トラックスケールとほぼ同義。台貫で計測する行為を台貫計量と呼ぶ。

## 概要
台貫は、道路や敷地に設置された台状の検出部と、隣接する建物等の中に置かれる表示部（デジタル表示、指針、竿等）からなる。機構としては電気抵抗線（ロードセル）式のものが一般的であるが、振子式、台手動式のものもある。
一般的なものでは、国道や高速道路での過積載取締りのため、検問所に設置されているものがある。高速道路では、料金所のゲート部に軸重測定用の小型のものが設置されており、軸重過大の場合、ベルやゴングが打鳴する。
俗に「カンカン」と呼ばれ、これは重さを量ることあるいはそのために使用する台秤を意味する「看貫（かんかん）」という言葉に由来する。但し巷間では音韻から上記のゴング打鳴音（「カン！カン！」）を連想する人が多く、「（カンカンという）音が鳴るから、カンカンと呼ばれる」という説明も一般的に流布している。
事業所などの敷地内に置かれるものは、車両を自走させて台貫に載せ（入出の際の2回。検出部が往復の2箇所に設置されているものもある）、空車と積車の質量差から積載量（積載質量）を算出するために用いられる。採石場や油槽所などで、粉体・液体等のばら積み貨物（バルク）の出荷時の質量確認に使われるほか、産業廃棄物処分場などでは受け入れ量の算出に使われている。非自動はかりであり、車両以外のものの計量も可能である。

## 検定と定期検査
上記の用途において取引・証明にあたる場合は、計量法の規定により当該台貫が計量法で定められたものの実施する検定に合格していなければならない。検定とは、その計量器の構造および器査をチェックするものである。構造が法で定める基準に適合し、器差が法で定める検定公差内であれば合格となる。合格となった計量器には検定証印が付けられる。
近年では、検定制度の合理化のため、指定製造事業者制度が設けられ、一定水準以上の製造および品質管理能力を持つ製造事業者を経済産業大臣が指定をし、指定を受けた製品について、自主管理により検定証印に代わり、同等の効力を有する基準適合証印を付すことができるようになった。
この検定証印または基準適合証印が付されていない台貫を用いて取引・証明を行った場合は、計量法第173条の規定により50万円以下の罰金に処せられる。近年検定証印のない海外製の台貫が違法に使われることが増え、問題となっている。
検定に合格したトラックスケールを使用する者は、2年に1度、都道府県等が行う定期検査を行うか、または、計量士（一般計量士）が実施する検査（いわゆる「代検査」）を持ってこれに代えなければならない。
定期検査は、検定合格済みの計量器が取引・証明のために使用できるかどうかの判断をするために行われるものであり、検定よりも検査基準が簡素化されているが、検査をするのみであるため、調整や修理などを行った場合は再度検定を受ける必要がある。